# Bataille du Haarlemmermeer
 (signalé en mai 2025).
Si vous disposez d'ouvrages ou d'articles de référence ou si vous connaissez des sites web de qualité traitant du thème abordé ici, merci de compléter l'article en donnant les références utiles à sa vérifiabilité et en les liant à la section « Notes et références ».
- Archive Wikiwix
- Bing
- Cairn
- DuckDuckGo
- E. Universalis
- Gallica
- Google
- G. Books
- G. News
- G. Scholar
- Persée
- Qwant
- (zh) Baidu
- (ru) Yandex
- (wd) trouver des œuvres sur Wikidata

La bataille du Haarlemmermeer (en néerlandais : Slag op het Haarlemmermeer) est une bataille navale se déroulant le 26 mai 1573 durant les premiers jours de la révolte des gueux. Elle a lieu sur les eaux du Haarlemmermeer, un grand lac situé dans le nord-ouest des Pays-Bas, en Hollande. La zone est asséchée depuis le XIXe siècle.
Une flotte espagnole et une flotte appartenant à la ville d'Amsterdam (encore fidèle aux Espagnols) commandées par Maximilien de Hénin-Liétard est opposée à une flotte de rebelles néerlandais, les gueux de mer, lors du siège de Haarlem. Après plusieurs heures de combat, les rebelles doivent se retirer.